# Sursk
Sursk - Сурск (rus) - és una ciutat de l'óblast de Penza, a Rússia. Es troba a la vora del riu Surà, a 47 km al sud-est de Penza.
L'origen de la vila es remunta a la fundació del poble Nikolski Khútor el 1860, que se separà del poble de Nikólskoie. El 1928 accedí a l'estatus d'entitat urbana i el 1953 al de ciutat, quan prengué el nom de Sursk.